# 积炭墓
积炭墓是为防潮而用木炭填充墓室的一种墓葬型制，中国目前发现的最早的积炭墓是西周时期墓葬。 春秋时期，由积炭墓发展出积石积炭墓，并在战国时期开始流行，其中的积石用以加固， 可以帮助防潮，更有防盗功能。 《吕氏春秋·孟冬纪》记载说“题凑之室，棺椁数袭，积石积碳，以环其外。”对此高绣注释说“石以其坚，炭以御湿，环绕也”。